# Contrat de bail en Belgique
Le droit belge connaît trois catégories de baux immobiliers.

## Les baux résidentiels
Les baux résidentiels portent sur des immeubles que le locataire affecte exclusivement à sa résidence. Il est conclu normalement pour neuf ans et doit faire l'objet d'un préavis de six mois par le locataire

## Les baux commerciaux
Le statut des baux commerciaux français datant de l’année 1926 a inspiré le droit des baux commerciaux belges qui, le 30 avril 1951 a adopté les principes d’une réglementation propre.

## Les baux à ferme
Les baux à ferme portent sur des immeubles que le locataire affecte principalement à l'exploitation agricole. Par exploitation agricole, on entend l'exploitation des immeubles en vue de réaliser des produits agricoles destinés à la vente.